# Julius Teutsch
Julius Teutsch (n. 27 iunie 1867, Brașov – d. 26 aprilie 1936, Brașov) a fost un istoric și etnolog sas, director al Muzeului Săsesc al Țării Bârsei din 1908 până la decesul său.

## Activitatea
Julius Teutsch, un pasionat colecționar de artă populară, a organizat în 1908 prima colecție muzeală publică din Brașov, pe baza donațiilor unor colecționari sași, aceasta devenind ulterior nucleul Muzeului Săsesc al Țării Bârsei (în germană Burzenländer sächsisches Museum).
Deschisă la 3 februarie 1908 de șase colecționari sași, prima colecție muzeală publică din Brașov a purtat denumirea de Muzeul Societății Colecționarilor Brașoveni. Cei mai renumiți colecționari brașoveni care și-au donat colecțiile personale muzeului au fost Julius Teutsch, Friedrich Deubel, Julius Römer și Gustav Treiber. Primul sediu al muzeului local a fost amenajat în ,,două mici odăi în curte, în casa Rosenanger (Prundul Rozelor) Nr. 6″, un spațiu închiriat. Muzeul a fost desființat la finalul celui de-Al Doilea Război Mondial. Ceea ce a mai putut fi salvat din colecțiile sale a intrat în patrimoniul Muzeului Regional Brașov, întemeiat în 1950.
Julius Teutsch avea pasiunea de a colecționa un impresionant număr de hărți vechi și inspirația de a le dona Muzeului Săsesc al Țării Bârsei. În prezent, 70 de hărți din colecția donată de Teutsch fac parte din patrimoniul de 150 de exemplare al Muzeului de Istorie Brașov. Între cele mai valoroase se numără hărți aparținând școlii olandeze, franceze și germane, fragmente din celebra Mappa della Transilvania (întocmită de Giovanni Morando Visconti pe 13 planșe și tipărită la Sibiu, în 1699) și hărți manuscris care descriu parțial sau în totalitate Țara Bârsei. Tot de la Julius Teutsch i-au rămas muzeului două foarte frumoase stampe, din care una reprezintă Viena sfârșitului de veac XVIII și cealaltă Varșovia anului 1772.
În arhiva Muzeului județean Brașov se păstrează o parte din corespondența purtată de Julius Teutsch cu Grigore Antipa.
Pasionat de arheologie, Julius Teutsch a descoperit la începutul secolului al XX-lea, în apropierea porții centrale a Bisericii Negre cele mai vechi vestigii găsite între zidurile orașului, datând din perioada de trecere de la neoliticul târziu la epoca bronzului: este vorba de un mormânt de inhumație al unui păstor nomad, originar din stepele de la nordul Mării Negre.
În anul 1907, Julius Teutsch a adunat unele materiale de la suprafață, din sala de la intrare în Peștera Mare de la Merești. Tot atunci a făcut o săpătură până la adâncimea de 20–30 cm, deschizând o suprafață aflată la o depărtare de 7–8 m de intrare. Materialele rezultate aparțin culturilor Wietenberg și Coțofeni. Explorând „peștera de dedesubt" (sub Peștera Mare) și Peștera Mică („vis à vis de Peștera Mare"), același descoperitor a găsit și acolo câteva fragmente ceramice.
Julius Teutsch a descoperit în anul 1913 o fortificație antică dacică, cunoscută acum ca Cetatea de la Pietrele lui Solomon, aflată în amonte de Valea cu Apă, în locul cunoscut de șcheieni sub denumirea de „Între Chietri” și de sași ca „Salamonsburg”, loc în care, din vremuri imemoriale, urcau Junii din Șcheii Brașovului în Miercurea Paștilor pentru a desfășura ritualul aruncării buzduganului și a juca hora junilor.
Cu privire la Junii Brașoveni Julius Teutsch aprecia că aceștia „trebuie priviți ca un rest de epocă păgână, o străveche serbare de primăvară, care serbează reînvierea naturii, învingerea soarelui asupra asprimii și gerului iernii, începutul vieții noi… iar serbarea trebuie considerată ca un cult religios precreștin, confirmată și de împrejurarea că ea se petrece tot timpul pe dealuri, fiind un obicei cunoscut încă de la daci”.
În cursul unor săpături întreprinse la 2,6 km la nord de Biserica Sfântul Bartolomeu din Brașov, Julius Teutsch a descoperit o groapă comună a celor căzuți în bătălia din 9 iulie 1611, purtată între principele Transilvaniei Gabriel Báthory și domnul Țării Românești Radu Șerban.

## Scrieri
Cărți publicate de Julius Teutsch 
- Der absolute Genetiv bei Homer, 1882
- Die¬ Phyllorera und unser Maibaum - ein Ueberblick, 24 pagini, Verlag Drotleff, Hermannstadt, 1893[13]
- Prähistorische Funde aus dem Burzenlande, 1900
- Un vendredi chez madame Teutsch revue ... représentée pour la première fois à Paris le 21 décembre 1901 ... 40 rue des Mathurins ..., 1901
- Die spätneolithischen Ansiedlungen mit bemalter Keramik am oberen Laufe des Altflusses, 1903
- Der Boritzatanz der Csangómagyaren in den Siebendörfen bei Kronstatd, 1903
- Ethnographische Mitteilungen aus den Komitaten Kronstadt und Fogaras in Siebenbürgen, 1905
- Zur Charakteristik der bemalten neolithischen Keramik des Burzenlandes, 1907
- Einiges vom Aberglauben der Rumänen (Despre superstițiile românilor), 1907
- Das Burzenland in der Vergangenheit, Das Sächsische Burzenland einst und jetzt, Kronstadt, 1925.[14]
- Unser Burzenländer Heimatmuseum, 1936
- Festklänge und Widerhall, Jos. Drotleff Buchdruckerei, f.a.

În periodice
- Teutsch, Julius. Prähistorische Funde aus dem Burzenlande. în: Mitteilungen der Anthropologischen Gesellschaft in Wien, XXX, (1900), p. 189-202.
- Julius Teutsch și Karl Fuchs. Ethnographische Mitteilungen aus den Komitaten Kronstadt und Fogarasch in Siebenbürgen. în: Mitteilungen der Anthropologischen Gesellschaft in Wien, Jg. 35 = 3. F. Jg. 5 (1905) p. 133 - 153[15]
- Julius Teutsch, Zur Charakteristik der bemalten neolithischen Keramik des Burzenlandes (Cu privire la caracteristica ceramicii pictate neolitice din Țara Bârsei), în: Zeitschrift für Ethnologie, 39. Jahrg., H. 1/2 (1907), pp. 108–120[16]
- Teutsch, Julius. Vorgeschichtliche Funde und Fundorte im Burzenland (Descoperiri și situri preistorice în Țara Bârsei) în: Die Karpathen, anul al treilea de apariție, semestrul 1, octombrie 1909 - martie 1910.
- Teutsch, Julius. Muzeul săsesc al Țării Bârsei din Brașov. În: Boabe de grâu, An IV, 1933, nr. 3, p. 138-146[17]